# Nails (2003)
Nails (russisch Гвозди, Gwosdi) ist ein russischer Independent-Film von Andrei Iskanow aus dem Jahr 2003.

## Handlung
Die Hauptperson ist ein Profikiller, der für die russische Regierung Staatsfeinde ausschaltet. Er lebt zurückgezogen in einem kleinen Appartement. Ihn plagen Alpträume und Visionen, die ihm Kopfschmerzen verursachen. Als er nach einem erledigten Auftrag zusammenbricht, entdeckt er durch Zufall einen Artikel in einer Zeitschrift, der ein ähnliches Problem beschreibt. Der Mann hatte versucht sich selbst zu heilen, indem er sich Nägel in den Kopf trieb. Der Killer fängt mit einem Nagel an. Seine Schmerzen verschwinden zwar und eine Zeit lang beschäftigt er sich mit „magischen Bildern“. Als die Visionen wiederkommen, treibt er sich sieben weitere Nägel in den Kopf. Seine Freundin, ebenfalls Killerin, kommt zu Besuch und merkt, dass etwas mit ihm nicht stimmt. Wieder fangen die Visionen an und er zieht sich ins Bad zurück, wo er sich mit einer Bohrmaschine in die Stirn bohrt. Im Rausch tötet er seine Freundin, die er für ein Monster hält. Als die Visionen immer schlimmer werden, beginnt er sich am Gehirn zu operieren.
Zwei Psychiater untersuchen den seltsamen Fall. Der Killer lebt immer noch, aber er hat sich 40 Prozent seines Gehirns entfernt und ist vollständig erblindet. Eine seltsame Apparatur und eine Zwangsjacke stabilisieren den Mann.

## Hintergrund
Der Experimentalfilm entstand in Chabarowsk mit einem Minimalbudget. Es ist das Erstlingswerk von Iskanow und wurde von Unearthed Films in den Vereinigten Staaten vermarktet, die eine Reihe ähnlicher Filme, wie die Guinea-Pig-Filmreihe, im Angebot haben. Die deutsche Synchronfassung wurde von Cult Movie Entertainment in auf DVD veröffentlicht.
Iskanow greift am Anfang auf Schwarzweiß-Material zurück, verwendet für die Visionen und Alpträume aber psychedelische Farben und Effekte. Die Bohrszenen sind typische Splattereffekte. Der Film ist mit Post-Industrial-Klängen unterlegt.
In Deutschland wurde der Film auch unter dem Titel Cruel Behaviour sowie Head Full of Nails neu veröffentlicht.

## Kritik
Zusammen mit dem zweiten Film Visions of Suffering zählt der Film zum Frühwerk des Philosophy of a Knife-Regisseurs Andrei Iskanow. Die beiden Filme machten ihn in den Vereinigten Staaten unter Horrorfilm-Fans bekannt, während er in Russland weiterhin kaum wahrgenommen wird. Verglichen wurde Nails immer wieder mit den Frühwerken von David Lynch (Eraserhead), der Guinea-Pig-Reihe und Shin’ya Tsukamotos Tetsuo: The Iron Man.

“While it's a raw movie, technically grungy and unschooled, NAILS already exhibits a unique quality of imagination and a remarkable intensity and assurance in execution, along with fierce originality, unremitting grimness and a dogged will to keep an audience utterly unsettled in every possible way.”

„Obwohl Nails ein grober Film ist, technisch gesprochen dreckig und amateurhaft, zeigt er bereits einen einmaligen Einfallsreichtum, eine bemerkenswerte Intensität und Sicherheit in der Ausführung, zusammen mit anspruchsvoller Originalität, unermüdlicher Verbissenheit und einem unbändigen Willen das Publikum in jeder Hinsicht zu verunsichern.“

„Der experimentelle Horrorfilm bezieht sich auf frühe David-Lynch-Werke. Sein Regisseur gilt als zukünftige Hoffnung des Underground.“